# Sculpture by the Sea Aarhus
Sculpture by the Sea Aarhus war eine temporäre Ausstellung von Bildhauerarbeiten im Tangkrogen-Park in Aarhus, Dänemark, die zwischen 2009 und 2015 alle zwei Jahre stattfand. Die Ausstellung geht auf die im Jahr 1997 im australischen Sydney gegründete Ausstellung von Bildhauerwerken Sculpture by the Sea entlang der Küstenlinie von Bondi Beach zurück.
Die Schirmherrschaft der Sculpture by the Sea Aarhus hatten Kronprinz Frederik und Kronprinzessin Mary übernommen.
Die erste Ausstellung bei Aarhus fand im Jahr 2009 statt und wurde von etwa einer halben Million Menschen aufgesucht. Kronprinz Frederik eröffnete die damalige Veranstaltung von 60 Kunstwerken nationaler und internationaler Künstler. Die Werke wurden auf einer Länge von drei Kilometern an der Küstenlinie bei Aarhus aufgestellt. Am 2. Juni 2011 wurde Sculpture by the Sea Aarhus von Kronprinzessin Mary eröffnet. Vom 5. Juni bis 5. Juli 2015 fand sie mit 58 Bildhauerwerken zum vierten und letzten Mal statt.
Sie wird abgelöst durch die Triennale The Garden - End of Times, Beginning of Times, die 2017 zum ersten Mal stattfand.